# Camila Fama
Camila Fama Tristão (ur. 4 lutego 1989) – brazylijska zapaśniczka. Zajęła piętnaste miejsce na mistrzostwach świata w 2011. Ósma na igrzyskach panamerykańskich w 2019. Zdobyła brązowy medal mistrzostw panamerykańskich w 2012. Mistrzyni Ameryki Południowej w 2017 i 2019, druga w 2011 i trzecia w 2013 roku.